# Balaana
Balaana (лат.) — род двукрылых из семейства жужжал. Австралия, Афротропика, Палеарктика. Известно около 10 видов.

## Этимология
Название рода Balaana происходит от аборигенного термина balaan означающего женщину из языка Wiradjuri, на котором говорят в большей части центрального и южного Нового Южного Уэльса, исходя из диагностического признака гениталий самок для этого рода.

## Описание
Средние и крупные мухи-жужжала, длина тела от 10 до 18 мм. От близких родов отличается следующими признаками: резервуар сперматеки самки в виде длинного цилиндра; тергит Т2 с чёрными чешуйками; Т6—7 с белыми чешуйками; хоботок длинный выходит за пределы ротовой полости, но не длиннее головы. Голова крупная, шаровидная, передняя поверхность широко выпуклая, наклонная в фовеальном углублении к длинному, двулопастному, медиально разделенному затылку. Лицо конически выступает за уровень сложных глаз при виде сбоку; лоб с неглубокой горизонтальной впадиной. Щёки с неглубокой, узкой бороздкой. Скапус усиков более 2× длины педицеля, постпедицель конический, с широким основанием, сужающимся кверху; между постпедицелем и базальным стиломером отчётливый шов; базальный стиломер длинный, более 4× длины педицеля, цилиндрический, апикально расширенный, с маленьким коническим апикальным стиломером. Брюшко широкое, овальное, дорсовентрально уплощенное, с пучками плотных чёрных волосков сбоку; жёлтых чешуек нет, чешуйки чёрные, кроме белой полосы на Т3, Т6—7 с белыми чешуйками.

## Классификация
В мировой фауне насчитывается около 10 видов (Exoprosopini, Anthracinae).
- Balaana abscondita Lambkin & Yeates, 2003
- Balaana bicuspis Lambkin & Yeates, 2003
- Balaana centrosa Lambkin & Yeates, 2003
- Balaana efflatounbeyi (Paramonov, 1928)
- Balaana gigantea Lambkin & Yeates, 2003
- Balaana grandis (Wiedemann, 1820)
- Balaana kingcascadensis Lambkin & Yeates, 2003
- Balaana latelimbata (Bigot, 1892)
- Balaana obliquebifasciata (Macquart, 1850)
- Balaana onusta (Walker, 1852)
- Balaana tamerlan (Portschinsky, 1887)

## Распространение
Представители рода встречаются в Австралии (5 видов), Афротропике (3 вида), Палеарктике (4 вида).